# Unterer Hahnebalzer Teich
Der Untere Hahnebalzer Teich ist eine historische Stauanlage bei Clausthal-Zellerfeld. Er wurde im Zusammenhang mit dem Oberharzer Wasserregal von Oberharzer Bergleuten im 17. Jahrhundert angelegt. Wie alle Oberharzer Teiche ist auch der Untere Hahnebalzer Teich seit dem Jahr 2010 Bestandteil des UNESCO-Weltkulturerbes Bergwerk Rammelsberg, Altstadt von Goslar und Oberharzer Wasserwirtschaft.
Der Teich liegt etwa drei Kilometer südwestlich von Clausthal-Zellerfeld bzw. 3 Kilometer südwestlich von Bad Grund. Oberhalb des Teiches befindet sich der Obere Hahnebalzer Teich.

## Beschreibung
Der Staudamm wurde als Erdbauwerk, das heißt mit einer Erd- und Felsschüttung, erstellt. Dieses Dammschüttmaterial wurde örtlich gewonnen und ist von überwiegend steiniger Substanz. Die Dichtung besteht aus Rasensoden und verläuft entlang der wasserseitigen Böschung. Es handelt sich um einen Teich der „Alten Bauart“.
Als Grundablass dient seit 1982 ein Kunststoffrohr DN 200 mit luftseitigem Schieber. Die historische Striegelanlage wurde seinerzeit außer Betrieb gesetzt.
Das Bauwerk ist am südlichen Dammende mit einer Hochwasserentlastungsanlage aus Stahlbeton versehen. Diese wurde 1981 neu erstellt.
Das 1,66 km² große Einzugsgebiet des Unteren Hahnebalzer Teiches besteht ausschließlich aus Waldflächen im Eigentum der Niedersächsischen Landesforsten. Von Südwesten kommt ein namenloser Bach, der aus Richtung des Oberen Hahnebalzer Teiches kommt. Der etwas stärkere Zulauf kommt von der aus Westen kommenden „Lattenkuhle“. Der Teich wird als Überlaufteich gefahren, das heißt, der Grundablass ist in der Regel geschlossen und das zulaufende Wasser läuft über die Hochwasserentlastungsanlage (Überlauf, im Harz auch „Ausflut“) wieder ab. Der ablaufende Bach ist die Lattenkuhle, die etwa 200 m unterhalb in die Innerste (hier gibt es die Bezeichnung „Obere Innerste“) mündet.

## Sonstiges
Der Untere Hahnebalzer Teich war in den 1960er Jahren im Gegensatz zu den meisten Oberharzer Teichen nicht in der Obhut der Preußag AG, weshalb wesentliche Daten, insbesondere das Aufmaß der Preußag, hier fehlen.
Eine andere Quelle gibt als Baujahr 1886 an.

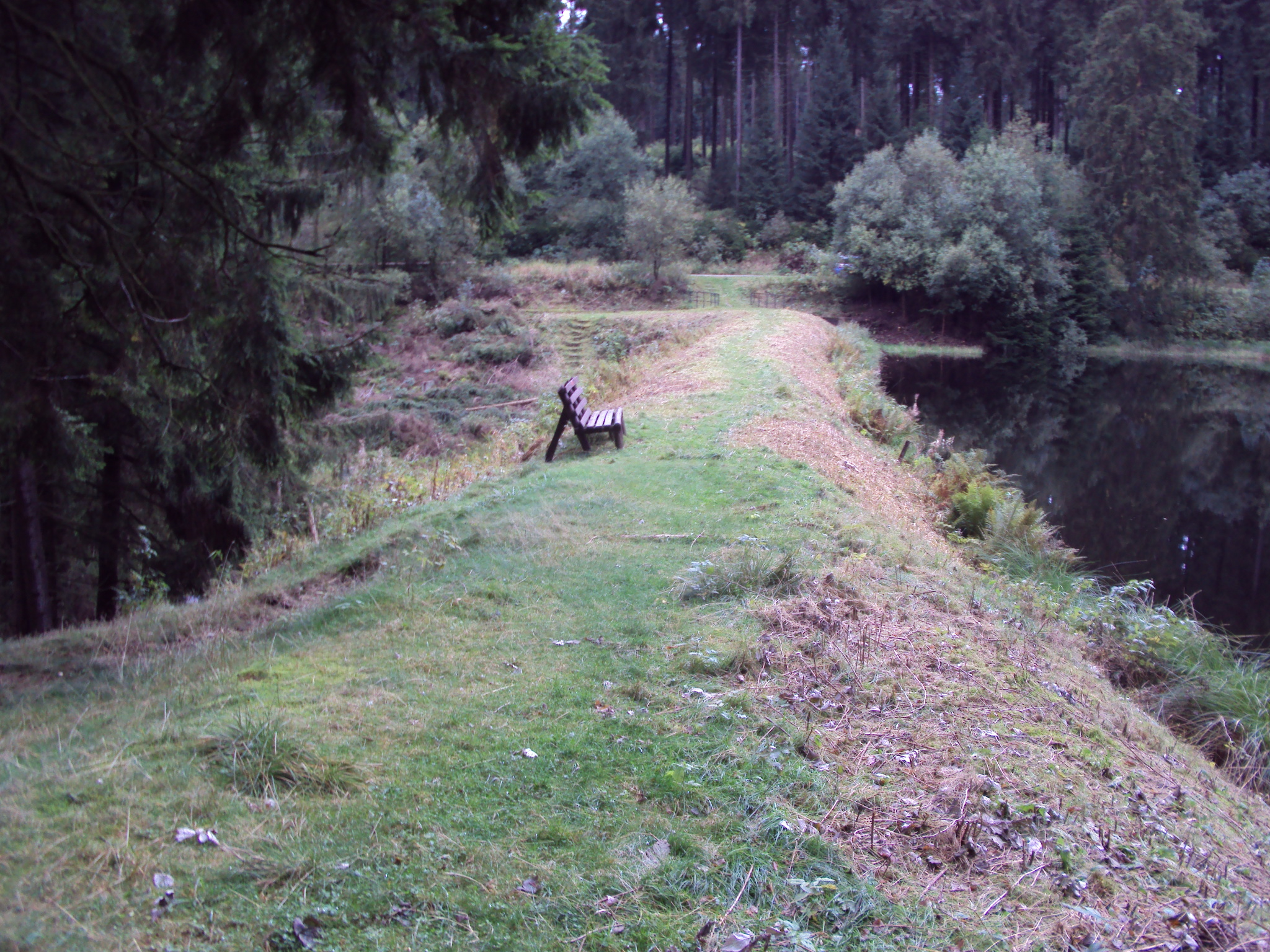
Unterer Hahnebalzer Teich, Staudamm
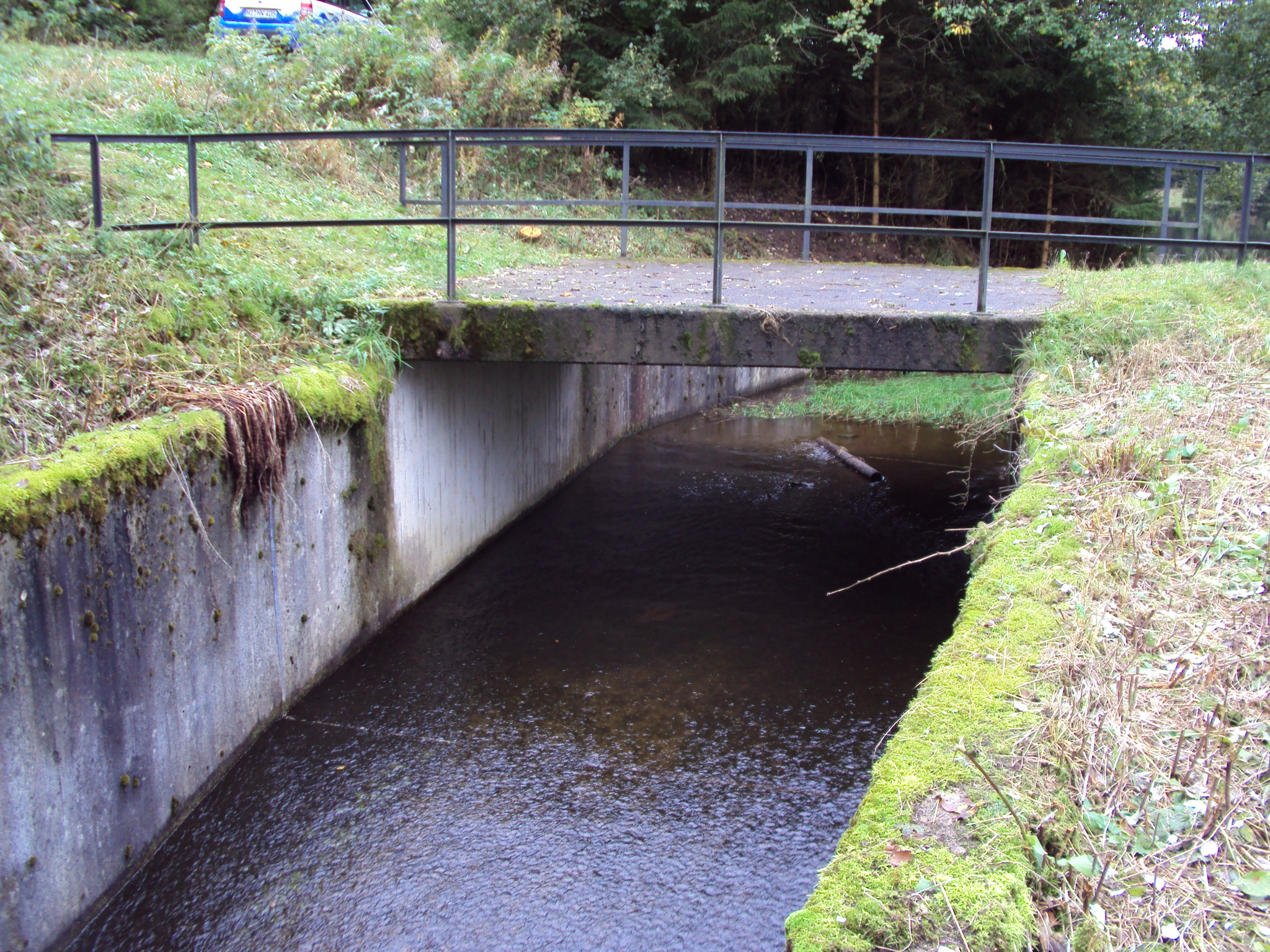
Hochwasserentlastungsanlage des Unteren Hahnebalzer Teiches